# ورزشگاه ریاوالن
ورزشگاه ریاوالن (سوئدی: Ryavallen) یک ورزشگاه چندمنظوره در بوروس، سوئد است.
این ورزشگاه که در سال ۱۹۴۱ تأسیس شده‌است دارای ۱۹۴۰۰ نفر جمعیت می‌باشد و یکی از ورزشگاه‌های جام جهانی فوتبال ۱۹۵۸ بوده‌است.

## نگارخانه

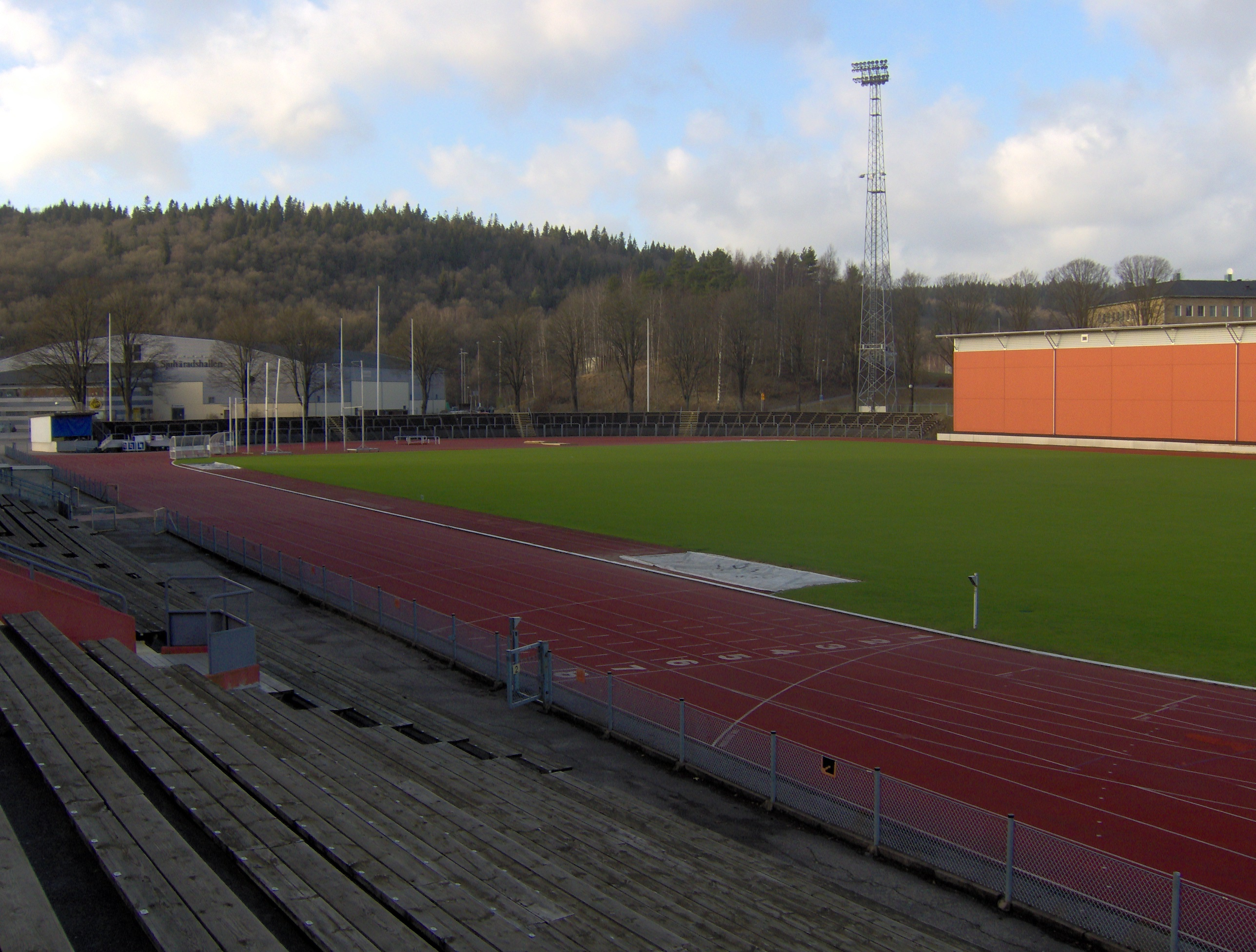
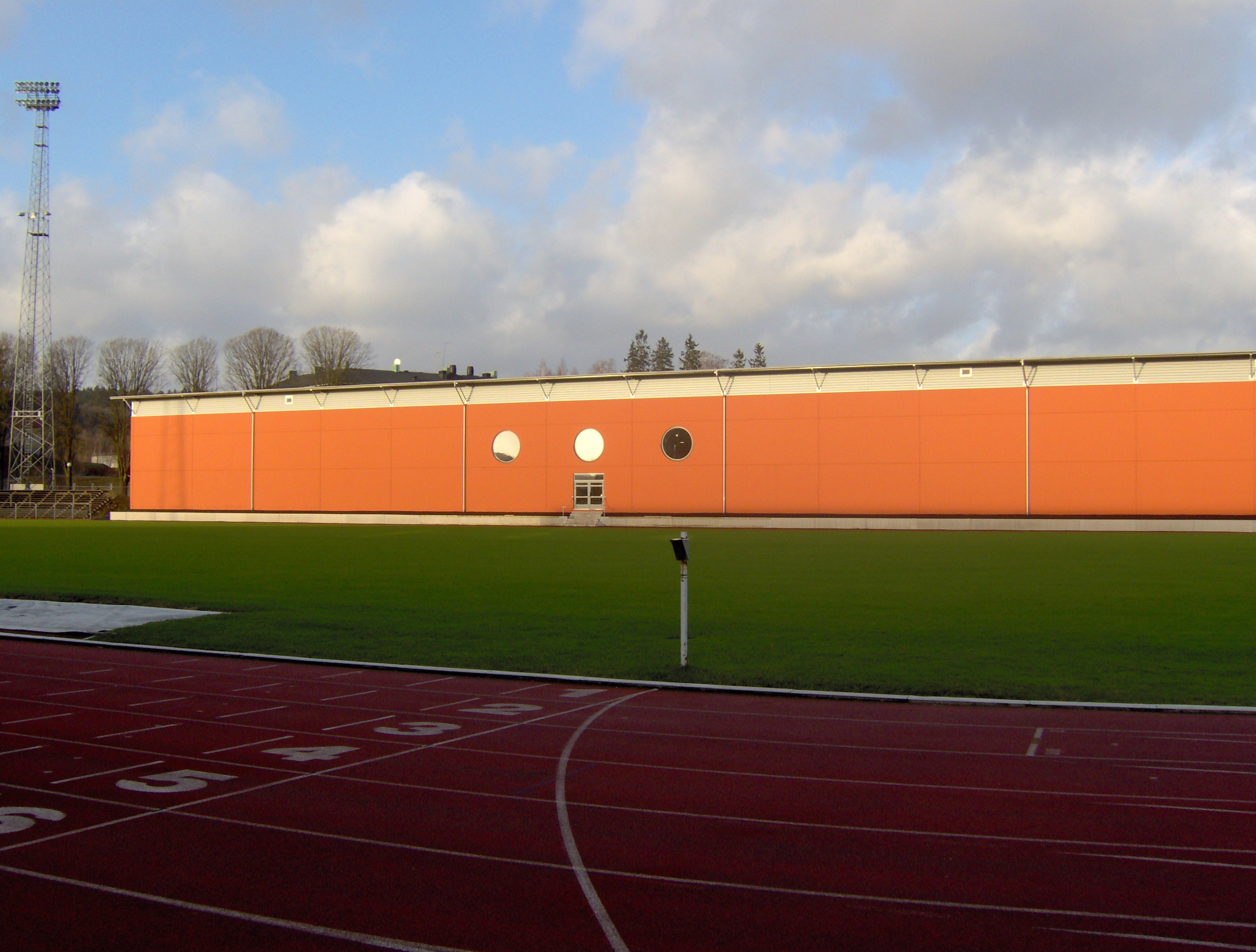
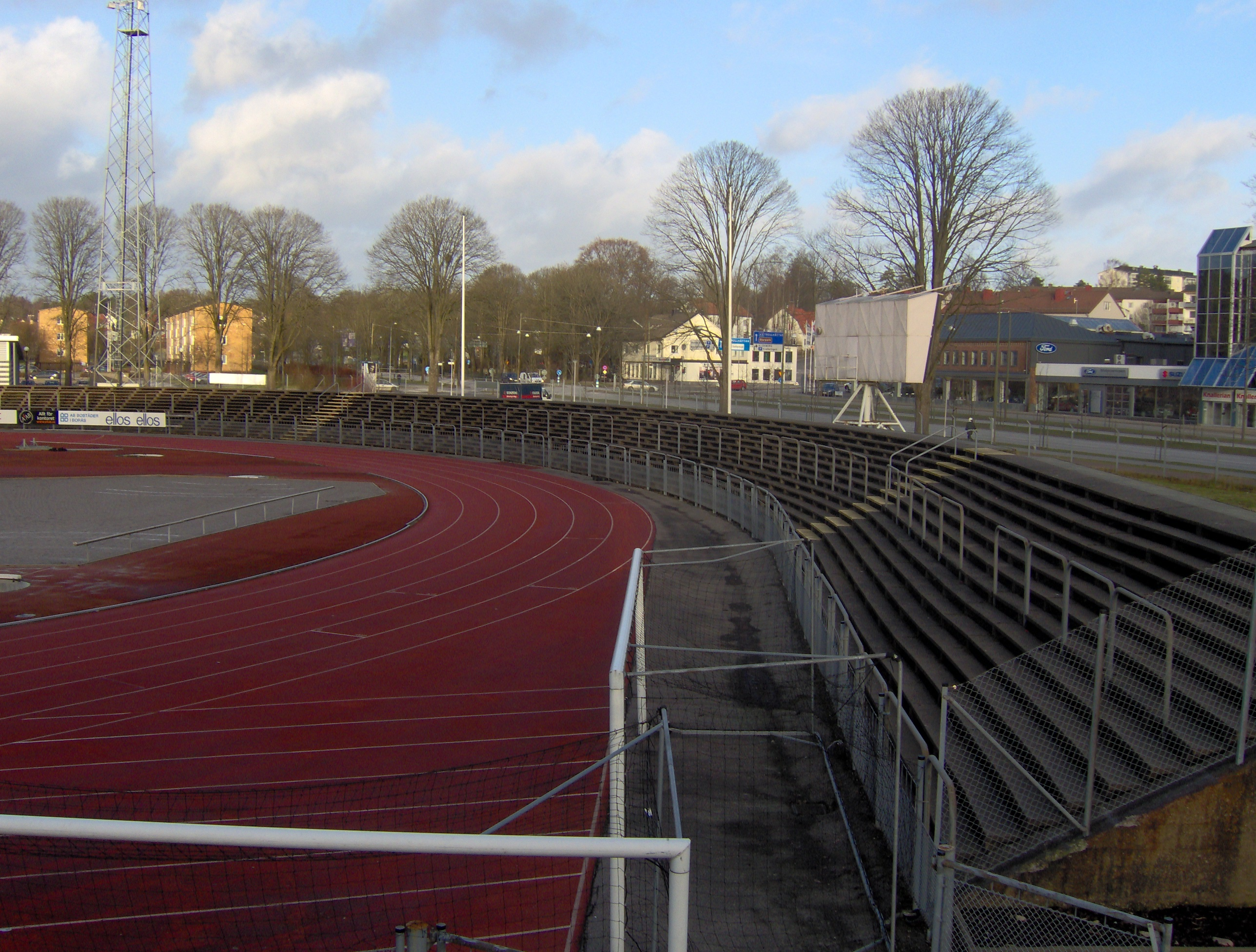
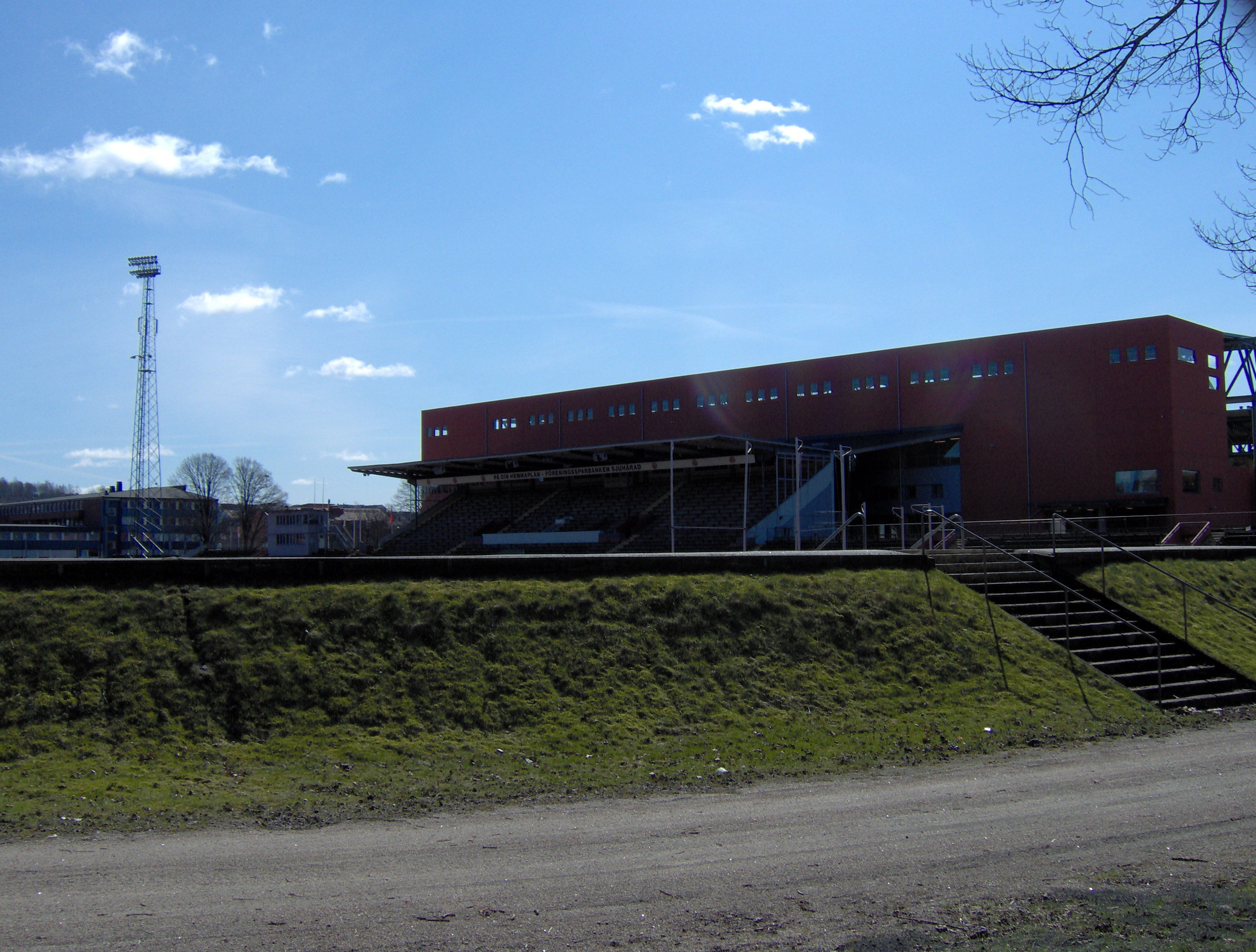
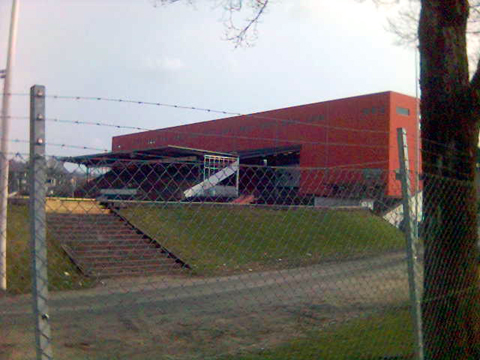